# LilyPond
O LilyPond é uma ferramenta baseada em TeX, disponível para várias plataformas e que permite a escrita de partituras musicais com base numa filosofia de linguagem de marcação. A sua utilização permite gerar documentos em diferentes formatos (como por exemplo o Postscript ou o PDF) viabilizando impressões de qualidade.
Uma vez que a Lilypond é baseado em TeX, a integração desta ferramenta com outros documentos de texto é possível, permitindo criar documentos que não contenham exclusivamente partituras musicais. Entre muitas das suas outras funcionalidades, esta tecnologia permite também criar ficheiros em formato MIDI das músicas em que o utilizador se encontra a trabalhar.

## Ligações externas

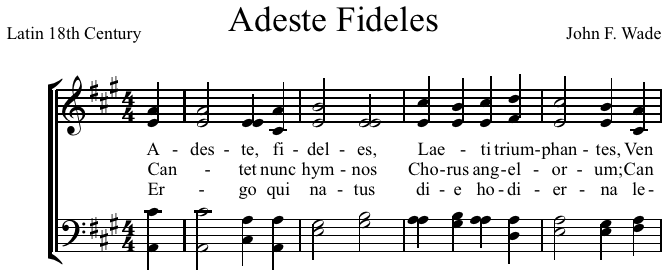
Exemplo de um partitura da música Adeste Fideles, criada com o programa LillyPond.